# Reverence (Emperor)
Reverence è un EP della band black metal Emperor. Composto di sole tre tracce, venne pubblicato per promuovere The Loss and Curse of Reverence, uno dei brani di punta di Anthems to the Welkin at Dusk, album pubblicato pochi mesi dopo. Come B-Side contiene In Longing Spirit, brano dapprima previsto nella tracklist dell'album e in seguito scartato. È presente inoltre la versione strumentale di Inno A Satana (denominata in questo caso Opus a Satana), traccia conclusiva di In the Nightside Eclipse (1994).

## Tracce
1. The Loss and Curse of Reverence – 6:10
2. In Longing Spirit – 6:00
3. Opus a Satana – 4:17

## Formazione
- Ihsahn - chitarra, voce e tastiere
- Samoth - chitarra, batteria e basso nella traccia 2
- Alver - basso nelle tracce 1 e 3